# 马尔可夫性质
马尔可夫性质（英語：Markov property）是概率论中的一个概念，因為俄國數學家安德雷·馬可夫得名。当一个随机过程在给定现在状态及所有过去状态情况下，其未来状态的条件概率分布仅依赖于当前状态；换句话说，在给定现在状态时，它与过去状态（即该过程的历史路径）是条件独立的，那么此随机过程即具有马尔可夫性质。具有马尔可夫性质的过程通常称之为马尔可夫过程。
数学上，如果{\displaystyle X(t),t>0}为一个随机过程，则马尔可夫性质就是指
{\displaystyle \mathrm {Pr} {\big [}X(t+h)=y\,|\,X(s)=x(s),s\leq t{\big ]}=\mathrm {Pr} {\big [}X(t+h)=y\,|\,X(t)=x(t){\big ]},\quad \forall h>0.}
马尔可夫过程通常称其为（时间）齐次，如果满足
{\displaystyle \mathrm {Pr} {\big [}X(t+h)=y\,|\,X(t)=x(t){\big ]}=\mathrm {Pr} {\big [}X(h)=y\,|\,X(0)=x(0){\big ]},\quad \forall t,h>0,}
除此之外则被称为是（时间）非齐次的。齐次马尔可夫过程通常比非齐次的简单，构成了最重要的一类马尔可夫过程。
某些情况下，明显的非马尔可夫过程也可以通过扩展“现在”和“未来”状态的概念来构造一个马尔可夫表示。设{\displaystyle X}为一个非马尔可夫过程。我们就可以定义一个新的过程{\displaystyle Y}，使得每一个{\displaystyle Y}的状态表示{\displaystyle X}的一个时间区间上的状态，用数学方法来表示，即，
{\displaystyle Y(t)={\big \{}X(s):s\in [a(t),b(t)]\,{\big \}}.}
如果{\displaystyle Y}具有马尔可夫性质，则它就是{\displaystyle X}的一个马尔可夫表示。
在这个情况下，{\displaystyle X}也可以被称为是二阶马尔可夫过程。更高阶马尔可夫过程也可类似地来定义。
具有马尔可夫表示的非马尔可夫过程的例子，例如有移动平均时间序列。
最有名的马尔可夫过程为马尔可夫链，但不少其他的过程，包括布朗运动也是马尔可夫过程。